# ASTM International
ASTM International (oorspronkelijk: American Society for Testing and Materials) is een Amerikaanse standaardisatieorganisatie. ASTM publiceert technische standaarden op het gebied van materialen en diensten.
ASTM werd in 1898 opgericht door een groep wetenschappers en ingenieurs, met als initiële doelstelling het oplossen van de toen veel voorkomende breuken in spoorstaven. Dit resulteerde in een standaard voor de staalkwaliteit voor spoorstaven.
In 2005 werden 12.000 ASTM-standaarden gepubliceerd. Lid van de organisatie zijn onder andere leveranciers, consumenten, overheden en academici. De leden zijn afkomstig uit circa 100 landen. Om deze reden werd de organisatie in 2001 omgedoopt in ASTM International.
Het gebruik van ASTM-standaarden vindt buiten de Verenigde Staten op vrijwillige basis plaats. In de Verenigde Staten wordt het gebruik van ASTM-standaarden veelal door overheden bij wet verplicht gesteld.
De ASTM-standaarden zijn in Europa vooral bekend door: 
- Amerikaanse leveranciers die wereldwijd producten leveren die voldoen aan één of meer ASTM-standaarden.
- Europese leveranciers die bij het leveren van producten of diensten in de Verenigde Staten moeten voldoen aan ASTM-standaarden.

## Specifieke ASTM-standaarden
- 1238-88: een standaard die het elektronisch formaat definieert voor elektronische berichtuitwisseling met laboratoriumsystemen. Deze standaard is later opgegaan in de HL7-standaarden en vormt tevens de basis voor de Franse HPRIM-standaard.